# Emilia Sarogni
Emilia Sarogni (Piacenza, 28 maggio 1937) è una scrittrice, saggista, conferenziera e consigliere parlamentare italiana.

## Biografia
Emilia Sarogni nasce a Piacenza da una professoressa di filosofia e un ingegnere. Perde il padre a un anno e pochi mesi.
Si laurea a Torino, in Giurisprudenza nel luglio 1960, in Scienze Politiche nell'ottobre 1962, con il massimo dei voti. Ottiene il Certificato di Alti Studi Europei presso il Collegio d'Europa di Bruges, classificandosi prima nella sezione giuridica dell'anno accademico 1963-64. Nel 1965 vince una borsa di studio statunitense per il Salzburg Seminar in American Studies.
Vinto il concorso per la carriera direttiva del Senato della Repubblica nel 1967, è stata la prima donna a ricoprirvi la carica di direttore, sostenendo per molti anni la responsabilità del Servizio Internazionale. È stata insignita per la carriera di quattro onorificenze della Repubblica Italiana sino a Grande Ufficiale. È consigliere parlamentare dal 1976. Lasciato il Senato, svolge attività di scrittrice, saggista e conferenziera, in Italia e all'estero, su temi relativi all'Unione europea e alla storia della donna italiana.

## Opere
Nel 1957 vince il massimo premio al programma televisivo Lascia o raddoppia? rispondendo a domande sulla storia della Russia e viene invitata a visitare l'URSS nel 1958, ai tempi della leadership di Nikita Chruščëv. Al ritorno, scrive il suo primo libro I Russi non mordono. Questa è la Russia di tutti i giorni, pubblicato a Milano dalle Edizioni Librarie Italiane nel 1959.
Il suo libro La donna italiana 1861-2000. Il lungo cammino verso i diritti, pubblicato in prima edizione con l'editore Pratiche di Parma nel 1995, è uscito poi con il Saggiatore a Milano nel 2004, in una nuova edizione aggiornata al 2000. L'opera è stata testo obbligatorio presso l'Università di Bologna (Facoltà Scienze Politiche), appena pubblicata e nel 2006 presso l'Università La Sapienza di Roma (Facoltà di Scienze della Comunicazione) e ha costituito oggetto di presentazioni, conferenze, lezioni in numerose città italiane, nonché a Parigi, all'Università di Ginevra, alla State University e all'Istituto Italiano di Cultura di New York, all'Università di Innsbruck.
Il primo romanzo, Torino Addio. Quando gli dei amano, è stato pubblicato nel 2001 a Torino da Daniela Piazza Editore ed è divenuto libro parlato per i non vedenti.
L'Italia e la donna. La vita di Salvatore Morelli, biografia con capitoli di romanzo, è stata pubblicata in prima edizione nel 2004, in seconda edizione nel 2007, da Daniela Piazza Editore a Torino, con prefazione del professore Luigi Fontanella della State University di New York.
L'autrice ha ricevuto per questo libro la cittadinanza onoraria di Carovigno (Brindisi), città natale di Salvatore Morelli, che per primo chiese in Parlamento a Firenze, nel 1867, la parità di diritti per le donne italiane e dedicò tutta la sua vita all'emancipazione femminile.
Nel giugno 2010 è stato pubblicato a Torino da Daniela Piazza Editore il suo primo lavoro teatrale Salvatore Morelli. Una Tragedia Italiana, rappresentato per la prima volta il 19 luglio 2010 a Carovigno in Puglia, e nei giorni successivi in altre città della regione, in scena Chicco Passaro, Annamaria Passaro ed Ivana Ferro. Nel 2011  è andato in scena al Teatro Comunale di Loreto e successivamente, il 19 marzo, a Torino al Cinema Teatro Agnelli e il 9 aprile, a Francavilla Fontana, al cinema Teatro Italia.
La scrittrice ha pubblicato, a Torino, nel novembre 2010, con Daniela Piazza Editore, il romanzo Il contrabbando della vita. Passioni e politica nell'Italia del Risorgimento. Il protagonista è Salvatore Morelli, circondato da mazziniani ed eroine del Sud, come Antonietta De Pace. Il patriota risorgimentale con dieci anni di carceri borboniche, venne riconosciuto alla sua morte dalle emancipatrici americane come il più grande difensore delle donne nell'Ottocento. Emilia Sarogni ha dedicato al grande patriota di Carovigno, nell'odierna Puglia, una Trilogia: la biografia in tre edizioni, dalla seconda con la prefazione di un professore americano, oggetto il 18 aprile 2011 di una puntata del programma "Le Storie" di Corrado Augias; l'opera di teatro Salvatore Morelli. Una Tragedia Italiana e il romanzo, sopra citato, Il contrabbando della vita. Passioni e politica nell'Italia del Risorgimento, dedicato al ruolo del Mezzogiorno per la creazione della Nazione. Questo romanzo, già ristampato, è stato presentato dal 2011 al 2014 in decine di città Italiane.
Nel gennaio 2012 la scrittrice ha pubblicato con Edizioni Spartaco la biografia: Carlo Pisacane. L'Amore. L'Italia. Il Socialismo, presentata in molte sedi, entrata a far parte della Library del Congresso degli Stati Uniti e nella Biblioteca della Harward University. Nel maggio 2014 sempre con Edizioni Spartaco, ha pubblicato, Alessandro Malaspina. Gli Oceani. La prigione. Le illusioni, subito entrato a far parte delle Biblioteche del Congresso degli USA, della Harvard University, dell'Università di Toronto, e nella Biblioteca Statale della Baviera a Monaco. La biografia di Carlo Pisacane figura anche nella Biblioteca Nazionale Francese a Parigi. Nel 2015 l'autrice ha tenuto 20 presentazioni conferenze relative a tutti i suoi libri. Altre presentazioni sono previste nel 2016. Una bella recensione della sua ultima opera, Alessandro Malaspina. Gli Oceani. La prigione. Le illusioni, è stata pubblicata negli USA sulla Rivista Forum Italicum. Nei diversi anni vari autori che scrivono su questa Rivista hanno dato giudizi lusinghieri sui libri di Emilia Sarogni.
Nell’ottobre 2018 è stata pubblicata con la casa editrice Spartaco, la terza edizione del libro “Il lungo cammino della donna italiana. Dal 1861 ai giorni nostri”. È stato presente alla “Fiera del libro” di Roma nel dicembre 2018 e al “Salone del libro” di Torino di maggio 2019. L’opera è stata completamente riscritta, con l’aggiunta di alcuni temi e dell’ultimo capitolo, concernente il periodo tra il 2000 e il 2018.
- I Russi non mordono. Questa è la Russia di tutti i giorni, Edizioni Librarie Italiane, Milano 1959.
- È misterioso il cielo questa sera, M. Gastaldi, Milano 1960.
- La donna italiana. Il lungo cammino verso i diritti 1861-1994, Pratiche Editrice, Parma 1995.
- Torino addio. Quando gli dei amano, Daniela Piazza Editore, Torino 2001.
- La donna italiana 1861-2000. Il lungo cammino verso i diritti, Il Saggiatore, Milano 2004. Testo obbligatorio presso Università di Bologna (Facoltà Scienze Politiche), appena pubblicata e nel 2006 presso l'Università La Sapienza di Roma (Facoltà Scienze della Comunicazione) e ha costituito oggetto di conferenze nazionali e internazionali.
- Salvatore Morelli. L'Italia e la donna. Biografia, Daniela Piazza Editore, Torino 2004.
- L'Italia e la donna. La vita di Salvatore Morelli, Daniela Piazza Editore, Torino 2007.
- Salvatore Morelli. Una Tragedia Italiana, Dramma, Daniela Piazza Editore, Torino 2010.
- Il Contrabbando della Vita. Passioni e politica nell'Italia del Risorgimento, Daniela Piazza Editore, Torino 2010.
- L'Italia e la donna. La vita di Salvatore Morelli, Daniela Piazza Editore, Terza Edizione, Torino 2011.
- Carlo Pisacane. L'Amore. L'Italia. Il Socialismo, Edizioni Spartaco, Santa Maria Capua Vetere (CE) 2012. https://web.archive.org/web/20120228192223/http://www.edizionispartaco.it/detail.php?id=76
- Alessandro Malaspina. Gli Oceani. La prigione. Le illusioni, Edizioni Spartaco, Santa Maria Capua Vetere (CE) 2014.
- Il lungo cammino della donna italiana. Dal 1861 ai giorni nostri. Edizioni Spartaco, Santa Maria Capua Vetere (CE) 2018.

## Premi Letterari
- Premio Frontiera Saggistica dei giornalisti europei per La donna italiana. Il lungo cammino verso i diritti 1861-1994, Roma, Palazzo Barberini (1996)
- Premio Faber per il libro sulla storia dell'emancipazione delle donne italiane e per la biografia di Salvatore Morelli, Roma, Campidoglio (2004)
- Premio Emily Dickinson per la biografia di Salvatore Morelli, Napoli (2009)
- Premio Donna Speciale, Ercolano (Napoli), Museo Archeologico Virtuale (2009)
- Premio Voce di Donna del MOICA, Roma, Campidoglio (2012)
- Premio Emily Dickinson per la biografia di Carlo Pisacane, Comune, Napoli (2013)